# 腋花马钱
腋花马钱（学名：Strychnos axillaris）为马钱科马钱属下的一个种。

## 扩展阅读
- 維基物種上的相關：腋花马钱